# Andraž Hribar
Andraž Hribar, slovenski pevec pop in rock glasbe ter glasbenik, * 9. junij 1975, Ljubljana.
Je sin Milana Hribarja, pevca nekdanje slovenske skupine Prah. Formalno se je glasbeno izobraževal na nižji in srednji glasbeni šoli (na slednji na oddelku za jazz), neformalne izkušnje pa si je v mladosti pridobival z igranjem v različnih bendih (Kebri, Soulata). Po gimnaziji se je vpisal na študij komunikologije na ljubljanski Fakulteti za družbene vede, kjer je diplomiral leta 2001.
Širši javnosti se je kot solo izvajalec prvič predstavil na Slovenski popevki 1998 (nastop na kateri si je zagotovil z zmago v eni izmed oddaj Oriona) s pesmijo "Ne jokat', lubika". Zasedel je drugo mesto in prejel nagrado za najboljšega debitanta. Na Popevki je slavil 15 let pozneje s pesmijo "Po čem diši ta dan". Na Emi je sodeloval petkrat. Zmagi se je najbolj približal ob svojem prvem poizkusu leta 2001, ko je bil s pesmijo "Življenje je" drugi. Najbolj znan je po uspešnicah "Ne jokat', lubika", "Pomlad", "Ognjen obroč", "Življenje je", "Kadar si tu", "Moja moja", "Med nami", "Kaj mi delaš?", "Ko se bo vračal (Me še ljubiš?)", "Po čem diši ta dan", "Kmalu bo konec te zime" in "Huanani". Glasbo in besedila za svoje pesmi večinoma piše sam.
Leta 2013 je prejel plaketo Občine Kočevje za »dolgoletne uspehe in izjemne dosežke nacionalnega pomena na področju promocije domačega kraja skozi prizmo kulture in glasbe«.
Svoj album (Huanani) je posnel s Simfoničnim orkestrom RTV Slovenija. Pri projektu je sodeloval tudi slovenski skladatelj, aranžer in dirigent Rok Golob. Album Huanani je izšel 25. 8. 2017.
Najnovejši album z naslovom "Čas je" je izšel leta 2020.

## Nastopi na glasbenih festivalih
Slovenska popevka
- 1998: Ne jokat', lubika (Andraž Hribar) – nagrada strokovne žirije za najboljšega debitanta
- 2000: Pustila si (Andraž Hribar)
- 2013: Po čem diši ta dan (Andraž Hribar) – velika nagrada strokovne žirije za najboljšo skladbo v celoti
- 2018: Stari most (Andraž Hribar/Milan Hribar)

Poprock (Dnevi slovenske zabavne glasbe)
- 2017: Huanani (Andraž Hribar) − 3. mesto v superfinalu

Melodije morja in sonca – Nova scena
- 2000: Spet me rabiš (Andraž Hribar)

EMA
- 2001: Življenje je (Andraž Hribar/Dušan Bižal) – 2. mesto
- 2002: Moja moja (Andraž Hribar/Milan Hribar) – 6. mesto
- 2003: Letim naprej (Andraž Hribar/Dušan Bižal) – 8. mesto
- 2006: Rapad tepe ipi mapam (Andraž Hribar/Milan Hribar) – 10. mesto
- 2008: Corpomorto (Jutri jadram naprej) (Andraž Hribar) – 7. mesto v polfinalu

Festival slovenskega šansona
- 2001: Cigareta – nagrada strokovne žirije za najboljšega izvajalca

## Diskografija
- 2000: Lubika
- 2001: Življenje je
- 2003: Tretja plata
- 2007: Narobe ton
- 2017: Huanani
- 2020: Čas je